# Hermann von Langen (General)
Hermann Louis von Langen (* 12. August 1819 in Jülich; † 30. September 1893 in Königsberg) war ein preußischer Generalmajor und Kommandeur der 38. Infanterie-Brigade.

## Leben

### Herkunft
Hermann war ein Sohn des preußischen Kapitäns a. D. Johann von Langen (1778–1852) und dessen Ehefrau Juliane Amalie, geborene von Gorsczkowski (1787–1858).

### Leben
Nach dem Besuch der Kadettenhäuser in Kulm und Berlin trat Langen am 18. August 1836 als Portepeefähnrich in das 1. Infanterie-Regiment der Preußischen Armee ein, avancierte Mitte August 1840 zum überzähligen Sekondeleutnant und erhielt Ende November 1841 mit Datum vom 8. August 1840 das Patent zu seinem Dienstgrad. Vom 14. April 1846 bis zum 31. Dezember 1852 war er Adjutant des Füsilier-Bataillons und stieg zwischenzeitlich zum Premierleutnant auf. Mitte März 1853 folgte seine Kommandierung als Kompanieführer beim II. Bataillon im 1. Landwehr-Regiment in Tilsit und Mitte Oktober 1855 in gleicher Eigenschaft beim III. Bataillon in Wehlau. Nach seiner Beförderung zum Hauptmann war Langen Anfang August 1857 nochmals zum II. Bataillon kommandiert und kehrte am 31. Mai 1859 mit der Ernennung zum Kompaniechef in sein Stammregiment zurück.
Am 1. Juli 1860 wurde er in das neugeschaffene und ebenfalls in Königsberg stationierte 5. Ostpreußische Infanterie-Regiment Nr. 41 versetzt und Anfang April 1866 zum Major befördert. Während des Deutschen Krieges war Langen als Führer des II. Bataillon im 1. Landwehr-Regiment tätig. Nach Kriegsende wurde er am 30. Oktober 1866 Kommandeur des II. Bataillon im neuerrichteten Infanterie-Regiment Nr. 73. Mit der Mobilmachung anlässlich des Krieges gegen Frankreich avancierte Langen zum Oberstleutnant und führte sein Bataillon bei Gravelotte, vor Metz und Auxerre sowie bei Piémont und Marnay.
Ausgezeichnet mit beiden Klassen des Eisernen Kreuzes wurde Langen nach dem Friedensschluss am 20. Juni 1871 als Kommandeur des 1. Hessischen Infanterie-Regiments Nr. 81 nach Frankfurt am Main versetzt und am 18. Januar 1872 mit Patent vom 18. August 1871 zum Oberst befördert. Unter Stellung à la suite beauftragte man ihn am 18. Mai 1876 zunächst Führung der 38. Infanterie-Brigade in Hannover und ernannte ihn am 10. August 1876 als Generalmajor zum Kommandeur dieses Großverbandes. Eine schwere Erkrankung zwang ihm zu einer längeren Kur in Karlsbad. Da keine Besserung eintrat, wurde Langen am 12. März 1878 unter Verleihung des Roten Adlerordens II. Klasse mit Eichenlaub und mit der gesetzlichen Pension zur Disposition gestellt. Er starb am 30. September 1893 in Königsberg.
In seiner Beurteilung von 1875 schrieb der Generalmajor Ziemietzky: „Eine kräftige soldatische Erscheinung, ziemlich korpulent, aber frisch und beweglich zu Fuß und zu Pferde. In seinem ganzen Wesen liegt ein hoher Grad von Biederkeit ausgesprochen. Er gehört zu den vorwiegend praktisch veranlagten Naturen, gibt mehr auf das Wesen als auf die Form, ist lebhaft und energisch, schnell in der Auffassung und entschieden im handeln. Sein Regiment ist durch sein Verdienst nach jeder Richtung hin gut ausgebildet, er exerziert gut und zeichnet sich auch beim Manöver durch klare Auffassung und umsichtige Führung aus. Er ist eifrig bemüht, sein Offizierkorps fortzubilden und zu ergänzen, wobei er in letzterer Beziehung nicht geringe Schwierigkeiten zu überwinden hat, und läßt seinen Untergebenen die zu ihrer eigenen Ausbildung notwendige Selbstständigkeit. Durch seinen geraden biederen Charakter sowie durch sein sorgendes Wohlwollen zu seinen Untergebenen genießt er bei seinen Offizieren ungeteilte Achtung und Liebe.“

### Familie
Langen heiratete am 28. März 1852 in Danzig Maria Telke (1821–1882). Die Ehe blieb kinderlos.